# Шичжун (Нэйцзян)
Шичжу́н (кит. упр. 市中, пиньинь Shìzhōng, буквально: «Городской центральный») — район городского подчинения городского округа Нэйцзян провинции Сычуань (КНР).

## История
При империи Восточная Хань эти земли входили в состав уезда Ханьань (汉安县). При империи Северная Чжоу они оказались в составе уезда Чжунцзян (中江县). При империи Суй был образован уезд Нэйцзян (内江县).
В 1950 году урбанизированная часть уезда Нэйцзян была выделена в отдельный город Нэйцзян, который вошёл в подчинение Специального района Нэйцзян (内江专区). В 1970 году Специальный район Нэйцзян был переименован в Округ Нэйцзян (内江地区). В 1985 году постановлением Госсовета КНР Округ Нэйцзян был преобразован в Городской округ Нэйцзян; при этом город Нэйцзян был расформирован, а его территория стала районом Шичжун городского округа Нэйцзян.

## Административное деление
Район Шичжун делится на 7 уличных комитетов и 13 посёлков.